# Snowtubing

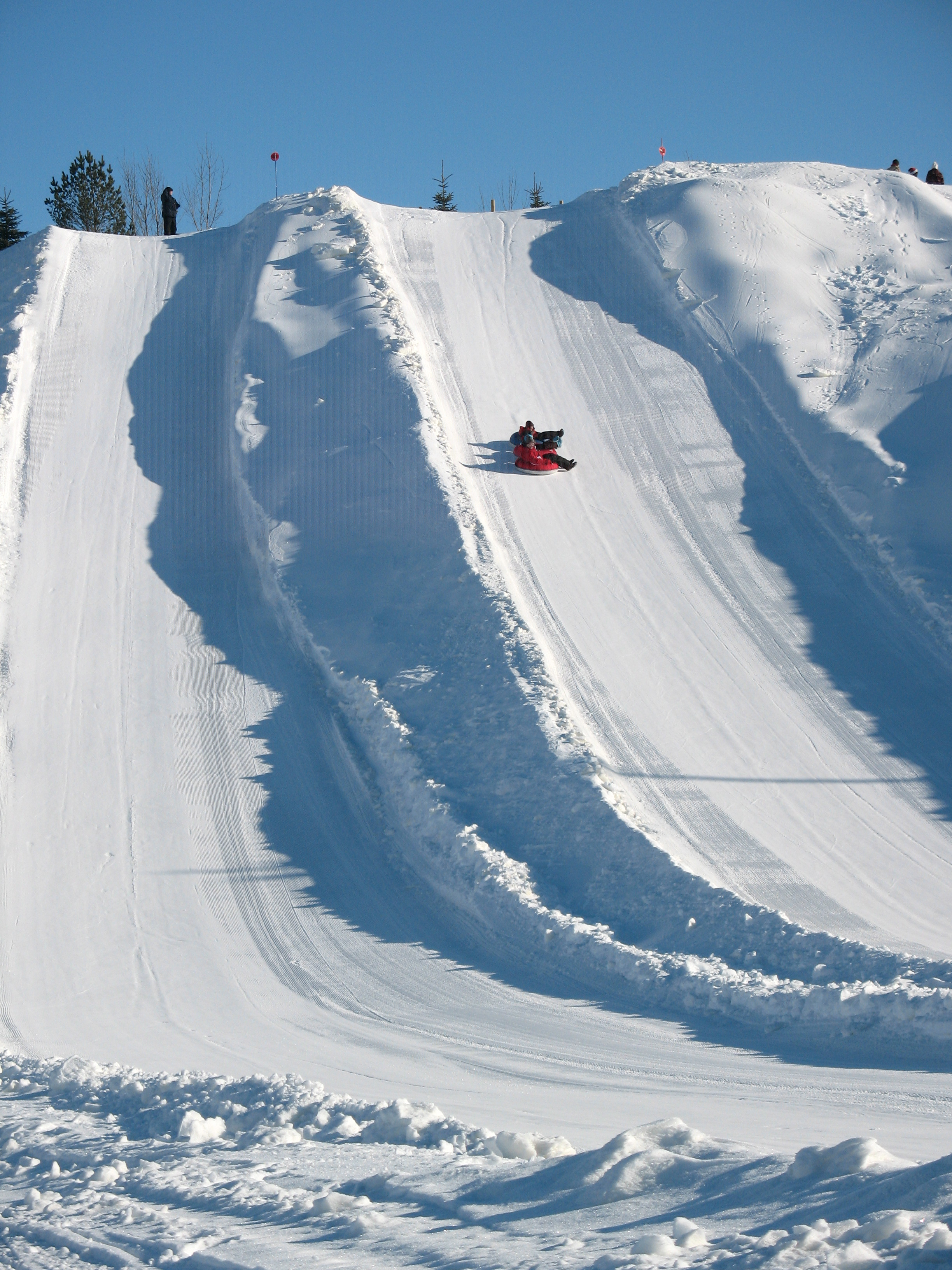
Snowtubing dans le Dakota du Sud (hiver 2010).

Le snowtubing, aussi appelé glissade sur neige au Québec, est une activité de glisse sur neige à bord d'une grosse chambre à air (tube en anglais).

## Présentation
Cette activité, qui n'est pas sans ressembler au bobsleigh, se pratique sur des pistes aménagées, bordées de murets et dotées de virages relevés, de façon à permettre à la chambre à air de dévaler la pente à grande vitesse. L'usager est assis au centre de l'anneau formé par la chambre à air. Il y a très peu d'action sur l'engin, on ne peut pas freiner et on se retrouve soit face à la piste soit dos à la piste quand il part en toupie.
Il est courant de descendre certaines pistes à plusieurs, par exemple en ligne en tenant la corde accrochée à la chambre à air de devant (chaque personne ayant sa propre chambre à air). Cela permet d'atteindre une vitesse et une distance plus importantes qu'en glissant seul. L'usager n'étant pas attaché (mais se tenant à l'aide d'une corde), la présence de bosses peut le faire momentanément décoller de l'engin.
Les stations de glissade proposent parfois des activités similaires comme la descente en radeau pneumatique (rafting) sur neige.